# دره کودوری
دره کودوری (گرجی: კოდორის ხეობა) 
(به آبخازی: Кәыдырҭа) دره‌ای در ناحیه آبخاز در شمال غرب کشور گرجستان است. بخش بالایی دره که جمعیت آن را مردم سوان تشکیل می‌دهند، تنها گوشه آبخازیا پس از سال ۱۹۹۳ بود که مستقیماً توسط دولت مرکزی گرجستان کنترل می‌شد، که از سال ۲۰۰۶ این منطقه رسماً به‌عنوان «آبخازیا علیا» معرفی شد. (در ۱۲ اوت ۲۰۰۷، نیروهای روسی-آبخازیا کنترل دره کودوری بالا را که پیش‌تر تحت کنترل گرجستان بود، به دست گرفتند.)